# Somendenna
Somendenna [somenˈdɛnːa] (Somendèna [somɛnˈdɛna] in dialetto bergamasco) è una frazione  del comune di Zogno in provincia di Bergamo di 329 abitanti, situata sul lato sinistro della val Brembana sull'altura del monte Castello, nelle Orobie; dista 23 km dal capoluogo orobico e 5 km dal medesimo comune di Zogno cui essa appartiene.

## Storia
Il borgo è composto, oltre al "centro" vicino alla chiesa anche dalle contrade di Camonier, Foppa Rossi e Costa Berlendis. 
Prima di essere aggregato al comune di Zogno nel 1928, Somendenna era un comune autonomo.

Inizialmente insieme a Endenna formava un unico territorio diviso in uno superiore (summa Endenna) e uno inferiore (Endenna).
La chiesa dedicata a san Giacomo apostolo e santa Maria Assunta, avevano nella propria abside l'affresco di Giovanni Marinoni, non rimane più nulla della pittura, la parte raffigurante la Madonna Addolorata staccata nel 1745 fu poi andata persa.

## Infrastrutture e trasporti
La località è attraversata da una strada comunale di forte pendenza (7-10%) che, partendo dal centro urbano di Zogno e passante per Endenna, arriva fino alle frazioni di Miragolo San Marco e Miragolo San Salvatore, da dove continua fino a Sambusita, frazione del comune di Algua, in Val Serina.
Somendenna è collegata dalle linee SAB tramite la linea B20C (Zogno - Endenna - Somendenna - Miragolo San Marco - Miragolo San Salvatore).
.